# Jin Yong

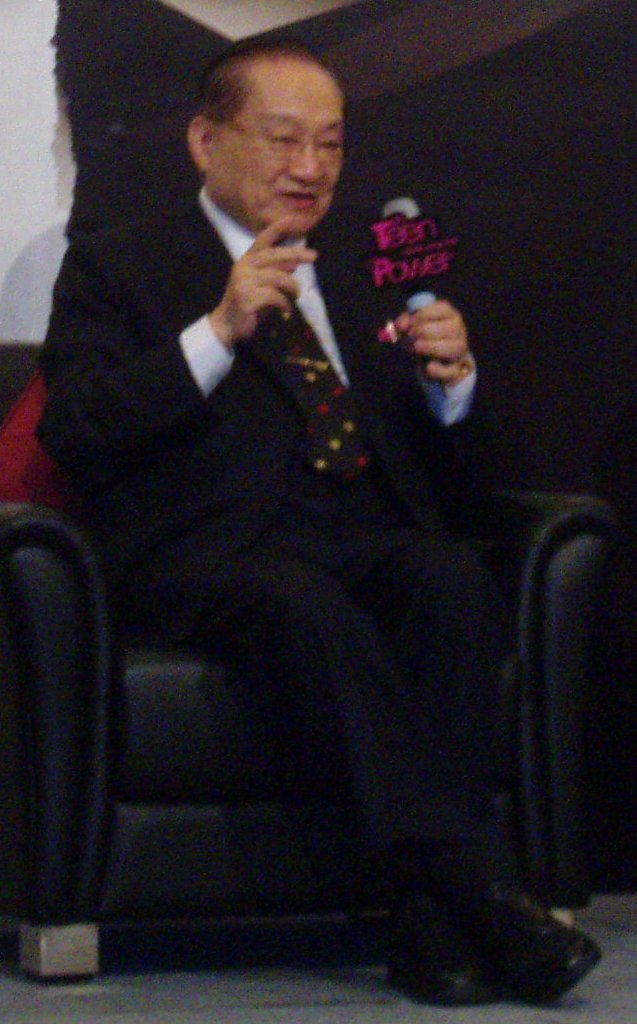
Jin Yong, 2007

Louis Cha Leung-yung, GBM, OBE (chinesisch 查良鏞 / 查良镛, Pinyin Zhā Liángyōng, Jyutping Caa4 Loeng4jung4, kantonesisch Cha Leung-yung; * 6. Februar 1924, Haining, China; † 30. Oktober 2018, Hongkong), besser bekannt unter dem Autorenname Jin Yong (金庸,  Jīn Yōng, Jyutping Gam1 Jung4), war ein chinesischer Wuxia-Romanautor.
Zwischen 1955 und 1972 schrieb er 14 Romane und eine Kurzgeschichte. Mehr als 100 Millionen Exemplare seiner Werke wurden weltweit verkauft und übersetzt in viele Sprachen wie Birmanisch, Englisch, Französisch, Indonesisch, Koreanisch, Japanisch, Thailändisch und Vietnamesisch. Die Bücher wurden außerdem als Filme, Fernsehserien, Comics und Computerspiele adaptiert.

## Leben
Cha stammte aus einer akademischen Familie mit lang zurückreichender Geschichte. Er wurde 1924 als zweites von sieben Kindern in Yuanhua, einer Großgemeinde in Haining in der Provinz Zhejiang, zur Zeit der Chinesischen Republik geboren. Er hat drei Brüder und zwei Schwestern und war als Vetter mütterlicherseits mit dem Dichter Xu Zhimo verwandt. 1944 studierte er eine kurze Zeit an der damaligen „Zentralen Politischen Hochschule“ (中央政治大學) in Chongqing, die aufgrund des Chinesischen Bürgerkriegs ihren Sitz heute in Taipeh hat. Aufgrund eines hochschulpolitischen Zwischenfalls wurde Cha von der Hochschule exmatrikuliert und war danach eine Zeit lang in der Zentralbibliothek tätig. Nach Ende des Pazifikkriegs kehrte er in seine Heimatstadt zurück und arbeitete dort als Außendienstmitarbeiter des Zeitungsblatts Dōngnán Rìbào (東南日報 – „Südost-Tageszeitung“) von Hangzhou. 1946 setzte er sein Studium an der Universität Soochow fort und war 1947 zwischenzeitlich bei der Zeitung Ta Kung Pao (大公報) in Schanghai als Übersetzer tätig. Ein Jahr später, 1948, nach seinem Universitätsabschluss wurde er vom Zeitungsverlag Ta Kung Pao nach Hongkong versetzt. 1952, als Drehbuchautor und als Redakteur der Zeitungsbeilage der Hongkonger Zeitung Hsin Wan Pao (新晚報 – „Neues Abendblatt“), lernte er dort Liang Yusheng (梁羽生),, einen Wuxia-Romanautor mit dem Pseudonym Chen Wentong, kennen und schrieb 1955 seinen ersten Roman, Shu Jian Enchoulu – The Book and the Sword (書劍恩仇錄). 1959 gründete Shen Pao Sing (沈寶新) und Cha gemeinsam die Tageszeitung Ming Pao in Hongkong, deren Chefredakteur er zugleich war.

## Auszeichnungen (Auswahl)
- Ehrendoktor verschiedener Universitäten[18]
- 2004 Commandeur des Ordre des Arts et des Lettres[18]
- Ritter der Ehrenlegion[18]
- Offizier des Order of the British Empire

## Werke (Auswahl)
| #  | Englischer Titel                       | Langz.     | Kurzz.     | Pinyin                 | Publikation | Erstpublikation bei              | Jahrhundert        | Hist. Zeit                                           | Serie               | Bemerkung                       |
| -- | -------------------------------------- | ---------- | ---------- | ---------------------- | ----------- | -------------------------------- | ------------------ | ---------------------------------------------------- | ------------------- | ------------------------------- |
| 1  | The Book and the Sword                 | 書劍恩仇錄 | 书剑恩仇录 | Shū Jiàn Ēnchóulù      | 1955–1956   | New Evening Post                 | ca. 18. Jh.        | Qing-Zeit                                            | Einteiler 1 3       | adaptiert als Medium 6 7        |
| 2  | Sword Stained with Royal Blood         | 碧血劍     | 碧血剑     | Bìxuèjiàn              | 1956        | Hong Kong Commercial Daily       | ca. 17. Jh.        | Ende der Ming-Zeit                                   | Einteiler 1 3       | adaptiert als Medium 6 7        |
| 3  | The Legend of the Condor Heroes        | 射鵰英雄傳 | 射雕英雄传 | Shèdiāo Yīngxióngzhuàn | 1957–1959   | Hong Kong Commercial Daily       | ca. 13. Jh.        | Südliche Song                                        | Condor-Trilogie 1 3 | adaptiert als Medium 6 7        |
| 4  | Fox Volant of the Snowy Mountain       | 雪山飛狐   | 雪山飞狐   | Xuěshān Fēihú          | 1959        | New Evening Post                 | ca. 18. Jh.        | Qing-Zeit                                            | Einteiler 1 3       | adaptiert als Medium 6 7        |
| 5  | The Return of the Condor Heroes        | 神鵰俠侶   | 神雕侠侣   | Shéndiāo Xiálǚ         | 1959–1961   | Ming Pao                         | ca. 13. Jh.        | Südliche Song                                        | Condor-Trilogie 1 3 | adaptiert als Medium 6 7        |
| 6  | The Young Flying Fox                   | 飛狐外傳   | 飞狐外传   | Fēihú Wàizhuàn         | 1960–1962   | Wuxia and History                | ca. 18. Jh.        | Qing-Zeit                                            | Einteiler 1 3       | adaptiert als Medium 6 7        |
| 7  | Blade-dance of the Two Lovers          | 鴛鴦刀     | 鸳鸯刀     | Yuānyāngdāo            | 1961        | Ming Pao                         | ca. 18. Jh.        | Qing-Zeit                                            | Einteiler 2 4       | adaptiert als Medium 6          |
| 8  | The Heaven Sword and Dragon Saber      | 倚天屠龍記 | 倚天屠龙记 | Yǐtiān Túlóngjì        | 1961–1963   | Ming Pao                         | ca. 14. Jh.        | Ende der Yuan-Zeit                                   | Condor-Trilogie 1 3 | adaptiert als Medium 6 7 8 9    |
| 9  | White Horse Neighs in the Western Wind | 白馬嘯西風 | 白马啸西风 | Báimǎ Xiào Xīfēng      | 1961–1962   | Ming Pao                         | ca. 18. Jh.        | Qing-Zeit                                            | Einteiler 2 4       | adaptiert als Medium 7          |
| 10 | Demi-Gods and Semi-Devils              | 天龍八部   | 天龙八部   | Tiānlóng Bā Bù         | 1963–1966   | Ming Pao, Nanyang Business Daily | ca. 11. Jh.        | Nördliche Song                                       | Einteiler 1 3       | adaptiert als Medium 6 7 9      |
| 11 | A Deadly Secret                        | 連城訣     | 连城诀     | Liánchéng Jué          | 1964–1965   | Southeast Asia Weekly            | ca. 17. Jh.        | Qing-Zeit                                            | Einteiler 1 3       | adaptiert als Medium 6 7 10     |
| 12 | Ode to Gallantry                       | 俠客行     | 侠客行     | Xiákè Xíng             | 1966–1967   | Ming Pao                         | ca. 16. Jh.        | Ming-Zeit                                            | Einteiler 2 3       | adaptiert als Medium 6 7 10     |
| 13 | The Smiling, Proud Wanderer            | 笑傲江湖   | 笑傲江湖   | Sànhuā Nüxiá           | 1967–1969   | Ming Pao, Shin Min Daily News    | ca. 16. Jh.        | Ming-Zeit                                            | Einteiler 1 3       | adaptiert als Medium 6 7 8 9 11 |
| 14 | The Deer and the Cauldron              | 鹿鼎記     | 鹿鼎记     | Lù Dǐng Jì             | 1969–1972   | Ming Pao, Shin Min Daily News    | ca. 17. Jh.        | Qing-Zeit                                            | Einteiler 1 3       | adaptiert als Medium 6 7 9 10   |
| 15 | Sword of the Yue Maiden                | 越女劍     | 越女剑     | Yuènǚjiàn              | 1970        | Ming Pao Evening Supplement      | ca. 5. Jh. v. Chr. | Östliche Zhou, Ende der Frühlings- und Herbstannalen | Einteiler 2 4       | adaptiert als Medium 7          |
| 16 | Yue Yun                                | 月雲       | 月云       | Yuèyún                 | 2000        | Harvest Magazine                 | ca. 20. Jh.        | Republik China der 1930er                            | Einteiler 5         | –                               |

Fußnote

## Einzelbelege
1. ↑  武侠小说泰斗金庸逝世 享年94岁 – Koryphäe der Wuxia-Genre Jin Yong mit 94 Jahren verstorben. In: 3g.163.com. 30. Oktober 2018, archiviert vom Original am 30. Oktober 2018; abgerufen am 30. Oktober 2018 (chinesisch).
2. ↑  Karen ZHANG, SU Xinqi: Friends and family pay final respects to Chinese literary giant Louis Cha ‘Jin Yong’. In: South China Morning Post. Alibaba Group, 13. November 2018, archiviert vom Original am 15. November 2018; abgerufen am 5. September 2020 (englisch).
3. ↑  Wayne Lee: 金庸客棧 – 金庸小傳：金庸故事 – Jin Yongs Herberge – Jin Yongs Kurzbiografie: Jin Yongs Geschichte. In: cwin.com. 1996, archiviert vom Original (nicht mehr online verfügbar) am 14. Februar 2002; abgerufen am 21. Januar 2023 (chinesisch, Kurzbiografie).
4. ↑  Sheila Melvin: A Book Battle in China to Make the Critics Blush. In: iht.com – International Herald Tribune. The New York Times Company, 20. Juni 2000, archiviert vom Original am 22. März 2009; abgerufen am 17. August 2021 (englisch).
5. ↑  
Die Zentrale Politische Hochschule (chinesisch 中央政治大學 / 中央政治大学, Pinyin Zhōngyāng Zhèngzhì Dàxué, Jyutping Zung1joeng1 Zing3zi6 Daai6hok6 – „Zentrale Hochschule für Politik“)
6. 1 2  Wayne Lee: 金庸客棧 – 金庸小傳：金庸生平簡表 – Jin Yongs Herberge – Jin Yongs Kurzbiografie: Jin Yongs Leben in Kurz. In: cwin.com. 1996, archiviert vom Original (nicht mehr online verfügbar) am 8. August 2007; abgerufen am 5. September 2020 (chinesisch, Kurzbiografie von 1924–1994).
7. ↑  
Die Dōngnán Rìbào (東南日報 / 东南日报 – „Südost-Tageszeitung“)
8. ↑  
Die Ta Kung Pao (大公報 / 大公报,  Dàgōng Bào, Jyutping Daai6 Gung1bou3 – „Unparteiische Zeitung“)
9. ↑  
Die Hsin Wan Pao (新晚報 / 新晚报,  Xīnwǎn Bào, Jyutping San1 Maan5bou3 – „Neues Abendblatt“)
10. ↑  
Liang Yusheng (梁羽生,  Liáng Yǔshēng, Jyutping Loeng4 Jyu5sang1).
11. ↑  
Liang Yushengs Autorenname lautet Chen Wentong (陳文統 / 陈文统,  Chén Wéntǒng, Jyutping Can4 Man4tung2).
12. ↑  
Shu Jian Ēnchoulu – The Book and the Sword (書劍恩仇錄 / 书剑恩仇录,  Shū Jiàn Ēnchóulù, Jyutping Syu1 Jim3 Jan1sau4luk6 – „etwa: Aufzeichnung über Literaten, Kampfkünstler, Dankesschuld und Vergeltung“)
13. ↑  书剑（書劍）– shūjiàn. Begriff. In: zdic.net. Abgerufen am 17. August 2021 (chinesisch, englisch, der Begriff „书剑（書劍）– shūjiàn“ bedeutet wörtlich: Buch und Schwert, aber sinngemäß: sich sowohl in der Literatur und Kampfkunst bilden).
14. ↑  恩仇 – ēnchóu. Begriff. In: zdic.net. Abgerufen am 17. August 2021 (chinesisch, englisch, der Begriff 恩仇 – ēnchóu bedeutet etwa: Gunst und Hass).
15. ↑  录（録）– lù. Begriff. In: zdic.net. Abgerufen am 17. August 2021 (chinesisch, deutsch, englisch, französisch, der Begriff 录（録）– lù bedeutet etwa: protokollieren, dokumentieren, aufzeichnen, aufnehmen bzw. Aufzeichnung, Niederschrift).
16. ↑  录（録）– lù. Begriff. In: dict.leo.org. Abgerufen am 17. August 2021 (chinesisch, deutsch).
17. ↑  
Shen Pao Sing (沈寶新 / 沈宝新,  Shěn Bǎoxīn, Jyutping Sam2 Bou2san1)
18. 1 2 3  Louis Cha Awarded French Honor of Arts. In: china.org.cn. Abgerufen am 10. November 2021 (englisch).

| Personendaten    | Personendaten |
| ---------------- | --- |
| NAME             | Jin, Yong |
| ALTERNATIVNAMEN  | Jīn, Yōng (Pinyin); Gam1, Jung4 (Jyutping); 金庸 (Pseudonym, chinesisch, Lang- und Kurzzeichen); Cha, Louis (englisch); Cha, Leung-yung (kantonesisch); Zhā, Liángyōng (Pinyin); Caa4, Loeng4jung4 (Jyutping); 查良鏞 (Geburtsname, chinesisch, Langzeichen); 查良镛 (Geburtsname, chinesisch, Kurzzeichen) |
| KURZBESCHREIBUNG | chinesischer Romanautor |
| GEBURTSDATUM     | 6. Februar 1924 |
| GEBURTSORT       | Haining, China |
| STERBEDATUM      | 30. Oktober 2018 |
| STERBEORT        | Hongkong, China |